# Guam Men's Soccer League 2025
La Guam Men's Soccer League 2025 è la 33ª edizione della massima serie del campionato di calcio di Guam, iniziata il 5 aprile 2025 e con termine nel settembre 2025.
La squadra campione in carica è il Wings, che ha vinto il suo secondo titolo nazionale nell'edizione 2024.

## Stagione

### Formato
In virtù del cambio di formato e di squadre partecipanti, alla competizione prendono parte 9 squadre, che giocano un girone all'italiana con partite di andata e ritorno, per un totale di 16 giornate. Al termine di esse, la prima classificata è campione di Guam e si qualifica per la AFC Challenge League 2026-2027. Non sono previste invece retrocessioni.

## Squadre partecipanti
| Club                       | Città   | Stagione precedente      |
| -------------------------- | ------- | ------------------------ |
| Guam Shipyard              | Dededo  | 9° in Guam Soccer League |
| Guam Under 17              | Dededo  | -                        |
| Paintco Strykers           | Hagåtña | 3° in Guam Soccer League |
| Paradise Fitness Sidekicks | Dededo  | 6° in Guam Soccer League |
| Quality Distributors       | Dededo  | 4° in Guam Soccer League |
| Rovers                     | Dededo  | 2° in Guam Soccer League |
| Southern Cobras            | Dededo  | 7° in Guam Soccer League |
| Southern Heat              | Dededo  | 5° in Guam Soccer League |
| Wings                      | Dededo  | 1° in Guam Soccer League |

## Classifica finale
|                 | Pos. | Squadra                    | Pt | G  | V  | N | P  | GF | GS | DR  |
| --------------- | ---- | -------------------------- | -- | -- | -- | - | -- | -- | -- | --- |
| Guam (bandiera) | 1.   | Rovers                     | 30 | 10 | 10 | 0 | 0  | 72 | 10 | +62 |
|                 | 2.   | Wings                      | 24 | 10 | 8  | 0 | 2  | 71 | 12 | +59 |
|                 | 3.   | Paintco Strykers           | 19 | 10 | 6  | 1 | 3  | 43 | 19 | +24 |
|                 | 4.   | Quality Distributors       | 16 | 11 | 5  | 1 | 5  | 43 | 29 | +14 |
|                 | 5.   | Paradise Fitness Sidekicks | 15 | 11 | 5  | 0 | 6  | 29 | 39 | -10 |
|                 | 6.   | Guam U17                   | 13 | 9  | 4  | 1 | 4  | 20 | 30 | -10 |
|                 | 7.   | Guam Shipyard              | 13 | 11 | 4  | 1 | 6  | 32 | 59 | -27 |
|                 | 8.   | Southern Cobras            | 9  | 11 | 3  | 0 | 8  | 20 | 69 | -49 |
|                 | 9.   | Southern Heat              | 0  | 11 | 0  | 0 | 11 | 8  | 71 | -63 |

Legenda:
      Campione di Guam e qualificata per la AFC Challenge League 2026-2027.